# Vikaholm
Vikaholm är ett bostadsområde i södra Växjö. Området ligger i stadsdelen Telestad.  
Vikaholm som stadsdelsområde är relativt nytt och byggandet av bostäder pågår fortfarande. När det är färdigt ska det finnas 1000 bostäder i området. Stadsdelen domineras av villor samt mindre lägenhetshus. 
Naturen kring Vikaholm är mestadels granskog men även inslag av lövskog samt odlingar av diverse spannmål och åkrar. 